# Crouy-sur-Cosson
Crouy-sur-Cosson är en kommun i departementet Loir-et-Cher i regionen Centre-Val de Loire i de centrala delarna av Frankrike. Kommunen ligger i kantonen Bracieux som tillhör arrondissementet Blois. År 2022 hade Crouy-sur-Cosson 521 invånare.

## Befolkningsutveckling
Antalet invånare i kommunen Crouy-sur-Cosson
| Referens: INSEE |